# Fédor Ier
Fédor Ier Ivanovitch ou Théodore Ier Ioanovitch (en russe : Фёдор I Иоаннович ; 31 mai 1557 - 7 janvier 1598 (17 janvier dans le calendrier grégorien) est tsar de Russie de 1584 à 1598.
Fils d'Ivan IV le Terrible et d'Anastasia Romanovna Zakharine, il épouse en 1580 Irina Godounova (1557-1603), sœur de Boris Godounov.

## Biographie

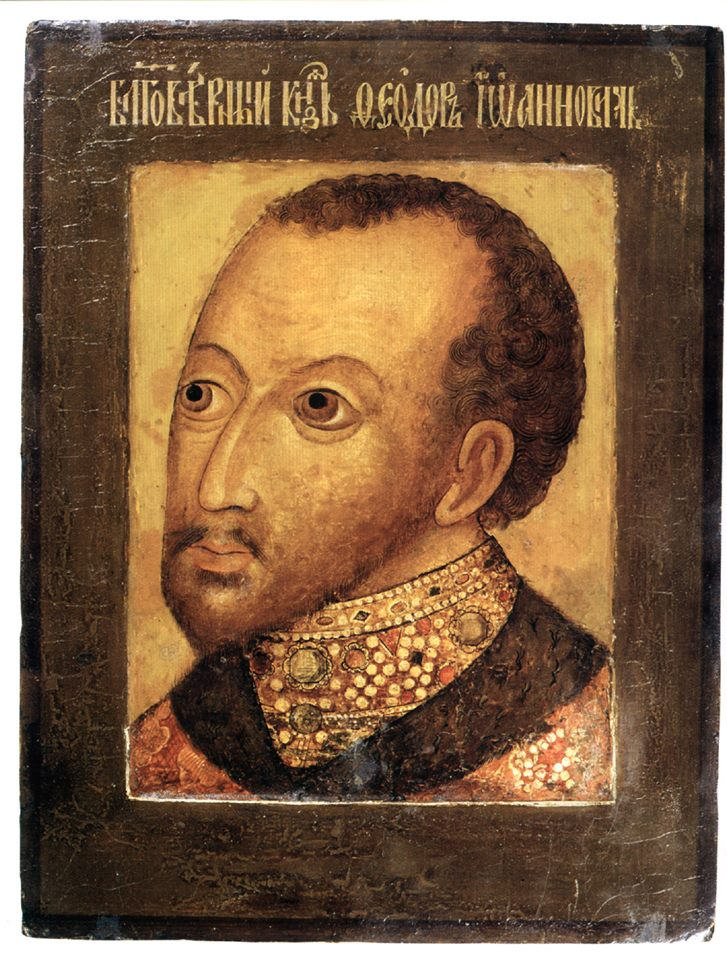
Fiodor Ier

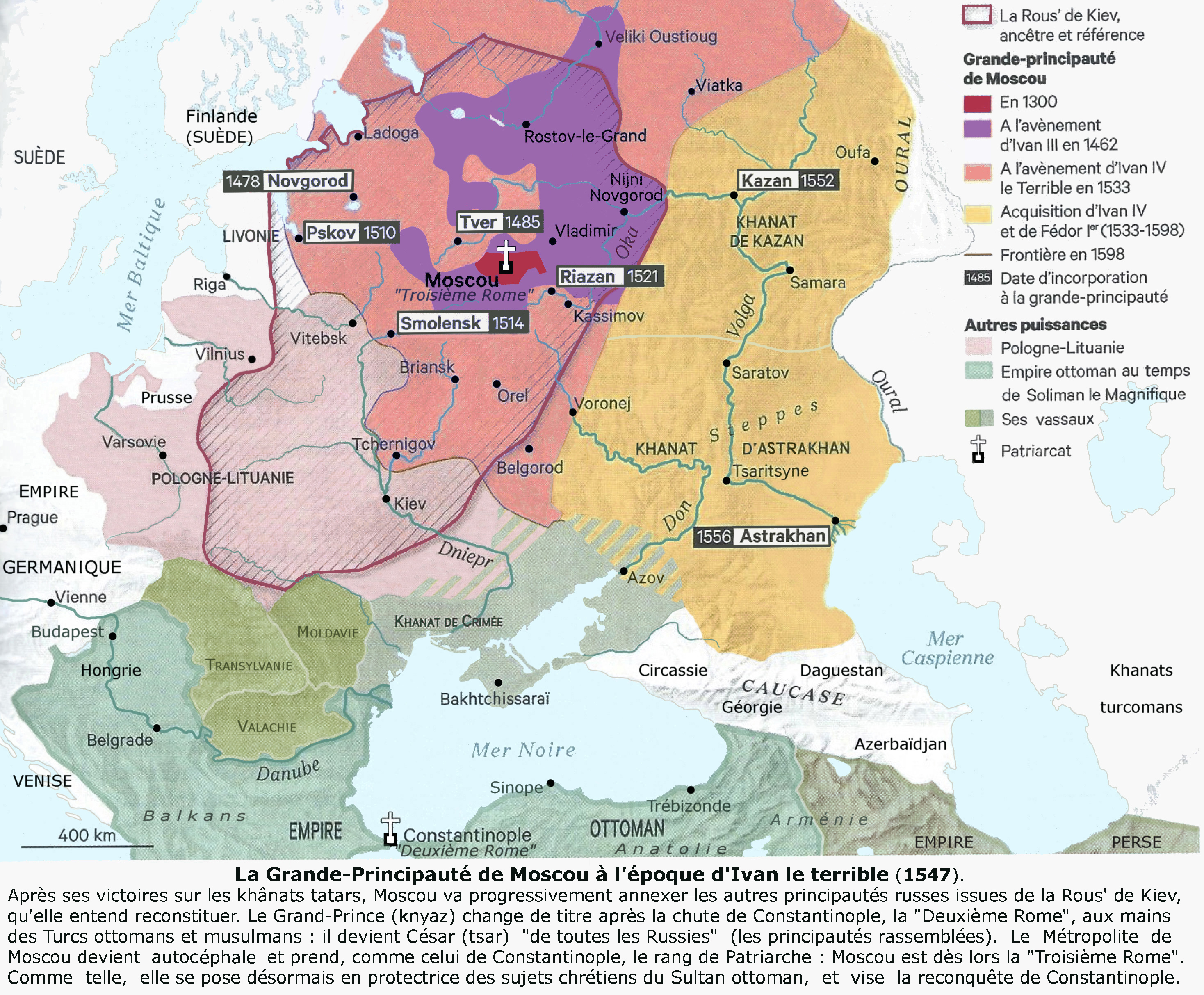
La Grande-principauté de Moscou et son expansion territoriale aux, en prélude au Tsarat de Russie.

Troisième fils d'Ivan le Terrible, Fédor naît le 31 mai 1557 et est couronné tsar le 31 mai 1584. Le nouveau souverain a 27 ans, mais est peu intelligent, légèrement retardé et incapable de gouverner. Il est extrêmement pieux (on le surnomme le « sonneur de cloches », en référence aux églises qu'il visite) et un peu « simplet ». Ivan IV le savait ; c'est pourquoi il institua un conseil de régence composé du prince Fiodor Ivanovitch Mtislavski (ru), président du conseil des boyards, du prince Ivan Pétrovitch Chouïski (ru), Nikita Romanovitch Zakharine et Bogdan Yakovlevitch Belski (en). Belski a été l'un des grands chefs de l'opritchnina et défend les droits du tsarévitch Dimitri (1582 – 1591), demi-frère de Fédor et fils de la dernière femme d'Ivan le Terrible. Mtislavski est un lointain cousin et Nikita Romanov est l'oncle maternel de Fédor, mais ils sont peu ambitieux.
Boris Godounov, beau-frère de Fédor, ne fut pas inclus dans le conseil de régence, mais il avait acquis assez de puissance dans les dernières années du règne d'Ivan pour participer à la lutte des régents pour le pouvoir. Appuyé par Mtislavski et Romanov, il commence par écarter Bogdan Bielski, qui est exilé à Ouglitch avec le tsarévitch Dimitri et la mère de ce dernier. Ivan Chouïski est plus puissant et le plus ambitieux, mais ses sympathies envers la Pologne le desservirent ; la régence lui fut enlevée et il fut assigné à résidence.
Dès lors, et jusqu'à la mort de Fédor, la totalité du pouvoir est concentrée entre les mains de Boris Godounov. Sa principale réalisation est l'instauration du patriarcat de Moscou en 1588. Il s'agit, à cette époque, du seul patriarcat orthodoxe indépendant, les autres (Constantinople, Antioche, Alexandrie et Jérusalem) étant sous domination ottomane. 
Le 15 mai 1591, son demi-frère le tsarévitch Dimitri meurt à Ouglitch, peut-être assassiné sur ordre de Boris Godounov. C'est en tout cas le bruit que font courir les ennemis de ce dernier, mais sans fournir de preuves. Fédor n'a donc plus d'héritier et, lorsqu'il décède à son tour, en 1598, la dynastie des Riourikides s'éteint avec lui. Il fut inhumé dans la cathédrale de l'Archange-Saint-Michel à Moscou.
Boris Godounov profite de ce vide pour s'emparer du trône, mais ce couronnement contesté met le feu aux poudres. C'est le début du Temps des troubles.